# (36033) Viseggi
(36033) Viseggi (1999 OC1) – planetoida z grupy pasa głównego asteroid okrążająca Słońce w ciągu 5,25 lat w średniej odległości 3,02 j.a. Odkryta 19 lipca 1999 roku.